# فايف نايتس آت فريديز: سيكريتي بريتش
فايف نايتس آت فريديز: سيكريتي بريتش (بالإنجليزية: Five Nights at Freddy's: Security Breach)‏ هي لعبة فيديو رعب طورتها ستيل وول ستوديوز ونشرتها سكوت كاوثون، صدرت يوم 16 ديسمبر 2021، وتعمل على أجهزة بلاي ستيشن 4، بلاي ستيشن 5 وويندوز. تجري أحداث اللعبة في مركز تجاري، بينما تحدث الأقساط الأخرى عادةً في مطعم بيتزا، وستشمل ليلة واحدة من البقاء في المركز التجاري، بدلاً من خمسة.